# Musée préfectoral de Kissidougou
Le musée préfectoral de Kissidougou est un musée de Kissidougou, en république de Guinée. Il est connu pour sa collection de masques, qui auraient des pouvoirs magiques,.

## Voir également
- Liste de musées en Guinée